# Abia (estado)

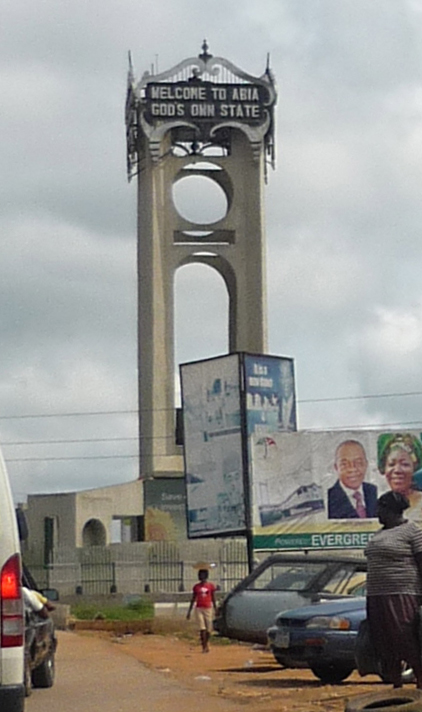
Abia

Abia é um estado do sudeste da Nigéria. A capital é Umuahia, embora a principal cidade seja Aba, um antigo posto avançado do governo colonial britânico.